# Jean-Jacques Eigeldinger
Pour les articles homonymes, voir Eigeldinger.
Jean-Jacques Eigeldinger, né le 9 mars 1940 à Neuchâtel, est un musicologue suisse.

## Biographie
Jean-Jacques Eigeldinger naît le 9 mars 1940 à Neuchâtel.
Il a suivi des études à l'Université de Neuchâtel, à la Sorbonne et au conservatoire de Genève.
De 1976 à 1981, il suit des cours à l'Institut Jaques-Dalcroze à Genève puis de 1978 à 1983 au conservatoire de Genève.
Il suit aussi des cours à l'école normale supérieure à Paris et à l'Université Laval au Québec. Il devient ensuite membre de la Société Suisse de Musicologie. Les intérêts d'Eigeldinger se concentrent alors sur l'histoire de l'esthétique et sur l'interprétation musicale des XVIIIe et XIXe siècles. Il livre des études sur les compositions de Frédéric Chopin, en particulier les Préludes de Chopin, et participe à une biographie du compositeur polonais.
En 1993, il publie les esquisses de Chopin en matière de didactique musicale. En 1970, il avait déjà publié un livre intitulé Chopin vu par ses élèves. Il est en train de publier avec John Rink et Jim Samson une nouvelle édition critique des œuvres complètes de Chopin. En septembre 2001, il fait partie du programme de l'Institut Frédéric Chopin au Palais Ostrogski.

## Publications
- Chopin vu par ses élèves, Neuchâtel, La Baconnière, 1970; Paris, Fayard, 2006.
- Solange Clésinger, Frédéric Chopin. Souvenir inédits, Jean-Jacques Eigeldinger, Revue musicale de Suisse romande, 1978.
- L'univers musical de Chopin, Paris, Fayard, 2000.
- Chopin et Pleyel, Paris, Fayard, 2010.
- Chopin, âme des salons parisiens (1830–1848), Paris, Fayard, 2013.
- Luigi Cherubini et Frédéric Chopin, Trois Fugues de Luigi Cherubini mises en partition de piano, Jean-Jacques Eigeldinger (édition scientifique), Paris, Société française de musicologie, 2017, 76 p.  (ISBN 978-2-85357-259-0)
- Autour des 24 Préludes de Frédéric Chopin, Valldemossa, Celda de Chopin, 2019, 140 p.  (ISBN 978-84-09-10473-4)
- Johann Sebastian Bach et Frédéric Chopin, Vingt-Quatre Préludes et Fugues (Le Clavier bien tempéré, Livre I), Jean-Jacques Eigeldinger (édition scientifique), Paris, Société française de musicologie, 2020, 184 p.  (ISBN 978-2-85357-021-3)
- Frédéric Chopin et ses amis musiciens français, Neuchâtel, Ditesheim & Maffei, 2021, 93 p.  (ISBN 978-2-8399-3306-3)
- Chopin et son « tourment écrit », entre son et signe, Neuchâtel, Ditesheim & Maffei, 2023, 48 p.  (ISBN 978-2-8399-3909-6)